# Alphabet grec albanais
L’alphabet grec albanais a été utilisé par les Albanais chrétiens orthodoxes au XIXe siècle avant l’adoption de l’alphabet albanais moderne utilisant l’alphabet latin. Il était principalement utilisé par les Arvanites pour transcrire l’albanais tosque. Plusieurs variantes ont été proposée.

## Lettres

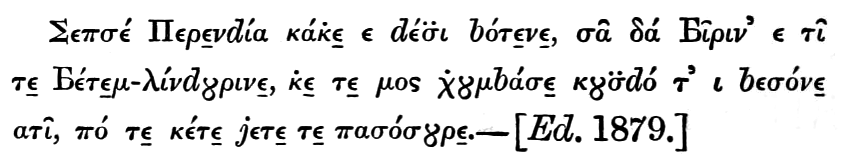
Échantillon de bible en albanais de 1879 utilisant l’alphabet grec albanais, dans The Gospel in Many Tongues, 1912.

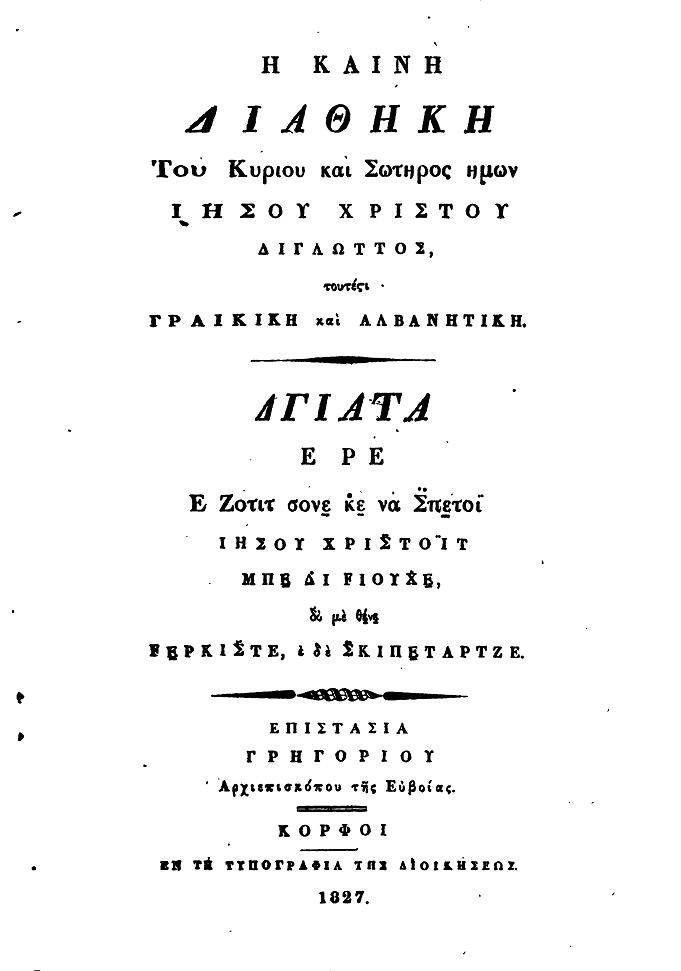
Page de titre du Nouveau Testament (Δγιατα Ε Ρε), traduit par Vangjel Meksi, utilisant l’alphabet grec albanais et publié en 1827.

Le répertoire des lettres a été modifié, il utilise les lettres de l’alphabet grec avec des lettres additionnelles diacritées :

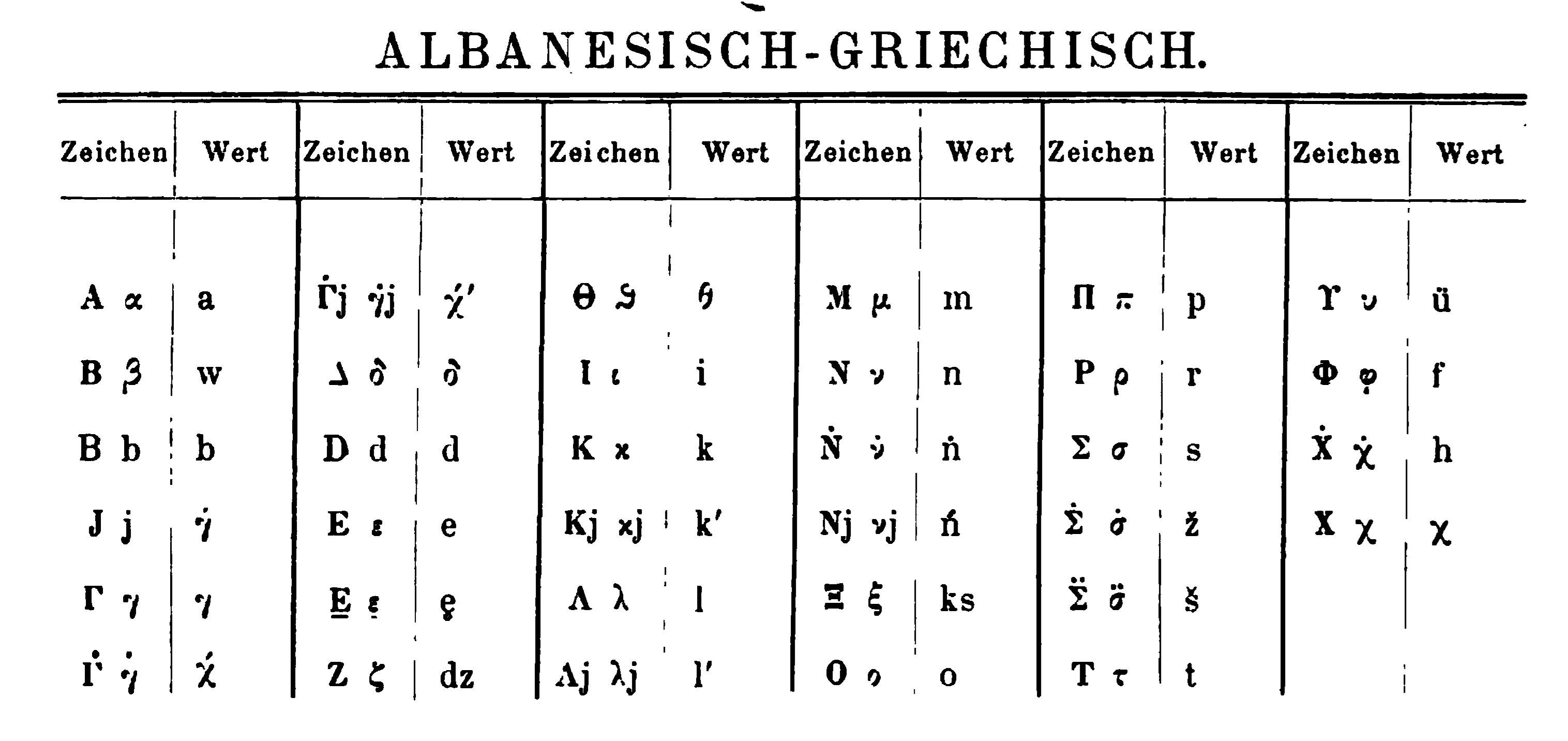
Alphabet grec albanais utilisé par Carl Faulmann en 1880.

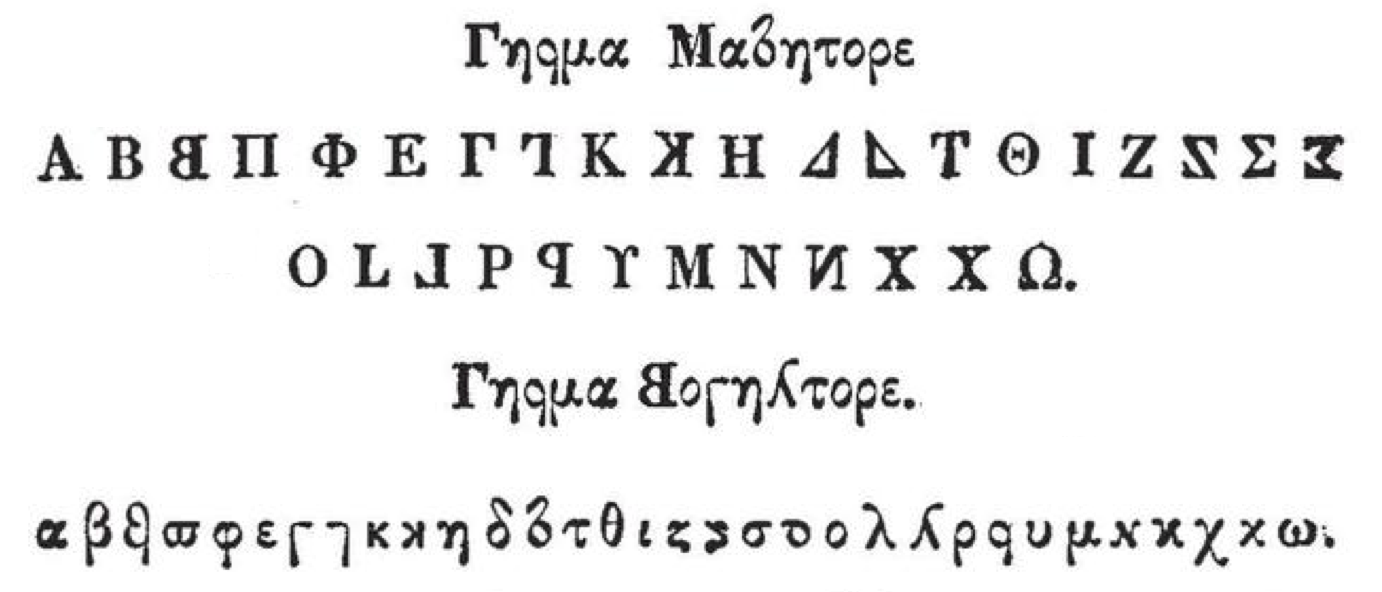
Alphabet grec albanais utilisé par Anastas Kullurioti en 1882.

- gamma point suscrit ‹ Γ̇ γ̇ ›
- delta point suscrit ‹ Δ̇ δ̇ ›
- epsilon macron souscrit ‹ Ε̱ ε̱ ›
- zêta point suscrit ‹ Ζ̇ ζ̇ ›
- kappa point suscrit ‹ Κ̇ κ̇ ›
- lambda point suscrit ‹ Λ̇ λ̇ ›
- nu point suscrit ‹ Ν̇ ν̇ ›
- pi point suscrit ‹ Π̇ π̇ ›
- rho point suscrit ‹ Ρ̇ ρ̇ ›
- sigma point suscrit ‹ Σ̇ σ̇ ›
- sigma tréma ‹ Σ̈ σ̈ ›
- chi point suscrit ‹ Χ̇ χ̇ ›

ainsi que :
- digamma ‹ Ϝ ϝ ›
- yot ‹ Ϳ ϳ ›

et une ligature omicron upsilon :
- ‹ Ȣ ȣ ›

Les lettres :
- ‹ B b › ou ‹ Ƃ b ›
- ‹ D d ›

sont empruntées à l'écriture latine.
| Alphabet grec albanais - 1827, 1858        | Alphabet grec albanais - 1827, 1858 | Alphabet grec albanais - 1827, 1858 | Alphabet grec albanais - 1827, 1858 | Alphabet grec albanais - 1827, 1858 | Alphabet grec albanais - 1827, 1858 | Alphabet grec albanais - 1827, 1858 | Alphabet grec albanais - 1827, 1858 | Alphabet grec albanais - 1827, 1858 | Alphabet grec albanais - 1827, 1858 | Alphabet grec albanais - 1827, 1858 | Alphabet grec albanais - 1827, 1858 | Alphabet grec albanais - 1827, 1858 | Alphabet grec albanais - 1827, 1858 | Alphabet grec albanais - 1827, 1858 | Alphabet grec albanais - 1827, 1858 | Alphabet grec albanais - 1827, 1858 | Alphabet grec albanais - 1827, 1858 | Alphabet grec albanais - 1827, 1858 | Alphabet grec albanais - 1827, 1858 | Alphabet grec albanais - 1827, 1858 | Alphabet grec albanais - 1827, 1858 | Alphabet grec albanais - 1827, 1858 | Alphabet grec albanais - 1827, 1858 | Alphabet grec albanais - 1827, 1858 | Alphabet grec albanais - 1827, 1858 | Alphabet grec albanais - 1827, 1858 | Alphabet grec albanais - 1827, 1858 | Alphabet grec albanais - 1827, 1858 | Alphabet grec albanais - 1827, 1858 | Alphabet grec albanais - 1827, 1858 | Alphabet grec albanais - 1827, 1858 | Alphabet grec albanais - 1827, 1858 |
| ------------------------------------------ | ----------------------------------- | ----------------------------------- | ----------------------------------- | ----------------------------------- | ----------------------------------- | ----------------------------------- | ----------------------------------- | ----------------------------------- | ----------------------------------- | ----------------------------------- | ----------------------------------- | ----------------------------------- | ----------------------------------- | ----------------------------------- | ----------------------------------- | ----------------------------------- | ----------------------------------- | ----------------------------------- | ----------------------------------- | ----------------------------------- | ----------------------------------- | ----------------------------------- | ----------------------------------- | ----------------------------------- | ----------------------------------- | ----------------------------------- | ----------------------------------- | ----------------------------------- | ----------------------------------- | ----------------------------------- | ----------------------------------- | ----------------------------------- |
| Α                                          | Β                                   | Π̇                                   | Γ                                   | Ϝ                                   | Δ                                   | Δ̇                                   | Ε                                   | Ε̱                                   | Ζ                                   | Η                                   | Θ                                   | Ι                                   | Κ                                   | Κ̇                                   | Λ                                   | Λ̇                                   | Μ                                   | Ν                                   | Ν̇                                   | Ξ                                   | Ο                                   | Π                                   | Ρ                                   | Σ                                   | Σ̈                                   | Τ                                   | Υ                                   | Φ                                   | Χ                                   | Χ̇                                   | Ψ                                   | Ω                                   |
| α                                          | β                                   | π̇                                   | γ                                   | ϝ                                   | δ                                   | δ̇                                   | ε                                   | ε̱                                   | ζ                                   | η                                   | θ                                   | ι                                   | κ                                   | κ̇                                   | λ                                   | λ̇                                   | μ                                   | ν                                   | ν̇                                   | ξ                                   | ο                                   | π                                   | ρ                                   | σ                                   | σ̈                                   | τ                                   | υ                                   | φ                                   | χ                                   | χ̇                                   | ψ                                   | ω                                   |
| Équivalents de l’alphabet albanais moderne |                                     |                                     |                                     |                                     |                                     |                                     |                                     |                                     |                                     |                                     |                                     |                                     |                                     |                                     |                                     |                                     |                                     |                                     |                                     |                                     |                                     |                                     |                                     |                                     |                                     |                                     |                                     |                                     |                                     |                                     |                                     |                                     |
| a                                          | v                                   | b                                   | g                                   | g                                   | dh                                  | d                                   | e                                   | ë                                   | z                                   | i                                   | th                                  | i                                   | k                                   | q                                   | l                                   | lj                                  | m                                   | n                                   | nj                                  | ks                                  | o                                   | p                                   | r                                   | s                                   | sh                                  | t                                   | y                                   | f                                   | h                                   | hj                                  | ps                                  | o                                   |

| Alphabet grec albanais - 1879              | Alphabet grec albanais - 1879 | Alphabet grec albanais - 1879 | Alphabet grec albanais - 1879 | Alphabet grec albanais - 1879 | Alphabet grec albanais - 1879 | Alphabet grec albanais - 1879 | Alphabet grec albanais - 1879 | Alphabet grec albanais - 1879 | Alphabet grec albanais - 1879 | Alphabet grec albanais - 1879 | Alphabet grec albanais - 1879 | Alphabet grec albanais - 1879 | Alphabet grec albanais - 1879 | Alphabet grec albanais - 1879 | Alphabet grec albanais - 1879 | Alphabet grec albanais - 1879 | Alphabet grec albanais - 1879 | Alphabet grec albanais - 1879 | Alphabet grec albanais - 1879 | Alphabet grec albanais - 1879 | Alphabet grec albanais - 1879 | Alphabet grec albanais - 1879 | Alphabet grec albanais - 1879 | Alphabet grec albanais - 1879 | Alphabet grec albanais - 1879 | Alphabet grec albanais - 1879 | Alphabet grec albanais - 1879 | Alphabet grec albanais - 1879 | Alphabet grec albanais - 1879 | Alphabet grec albanais - 1879 | Alphabet grec albanais - 1879 | Alphabet grec albanais - 1879 | Alphabet grec albanais - 1879 | Alphabet grec albanais - 1879 | Alphabet grec albanais - 1879 |
| ------------------------------------------ | ----------------------------- | ----------------------------- | ----------------------------- | ----------------------------- | ----------------------------- | ----------------------------- | ----------------------------- | ----------------------------- | ----------------------------- | ----------------------------- | ----------------------------- | ----------------------------- | ----------------------------- | ----------------------------- | ----------------------------- | ----------------------------- | ----------------------------- | ----------------------------- | ----------------------------- | ----------------------------- | ----------------------------- | ----------------------------- | ----------------------------- | ----------------------------- | ----------------------------- | ----------------------------- | ----------------------------- | ----------------------------- | ----------------------------- | ----------------------------- | ----------------------------- | ----------------------------- | ----------------------------- | ----------------------------- | ----------------------------- |
| Α                                          | Β                             | Ƃ                             | Γ                             | Γ̇                             | Δ                             | D                             | Ε                             | Ε̱                             | Ζ                             | Ζ̇                             | Θ                             | Ι                             | Ϳ                             | Κ                             | Κ̇                             | Λ                             | Λ̇                             | Μ                             | Ν                             | Ν̇                             | Ο                             | Π                             | Ρ                             | Ρ̇                             | Σ                             | Σ̈                             | Τ                             | Ȣ                             | Υ                             | Φ                             | Χ                             | ΤΣ                            | ΤΣ̈                            | DΣ                            | DΣ̈                            |
| α                                          | β                             | b                             | γ                             | γ̇                             | δ                             | d                             | ε                             | ε̱                             | ζ                             | ζ̇                             | θ                             | ι                             | ϳ                             | κ                             | κ̇                             | λ                             | λ̇                             | μ                             | ν                             | ν̇                             | ο                             | π                             | ρ                             | ρ̇                             | σ                             | σ̈                             | τ                             | ȣ                             | υ                             | φ                             | χ                             | τσ                            | τσ̈                            | dσ                            | dσ̈                            |
| Équivalents de l’alphabet albanais moderne |                               |                               |                               |                               |                               |                               |                               |                               |                               |                               |                               |                               |                               |                               |                               |                               |                               |                               |                               |                               |                               |                               |                               |                               |                               |                               |                               |                               |                               |                               |                               |                               |                               |                               |                               |
| a                                          | v                             | b                             | g                             | g                             | dh                            | d                             | e                             | ë                             | z                             | z                             | th                            | i                             | j                             | k                             | q                             | l                             | lj                            | m                             | n                             | nj                            | o                             | p                             | r                             | r                             | s                             | sh                            | t                             | u                             | y                             | f                             | h                             | ts                            | tsh                           | ds                            | dsh                           |

| Alphabet grec albanais - 1880,             | Alphabet grec albanais - 1880, | Alphabet grec albanais - 1880, | Alphabet grec albanais - 1880, | Alphabet grec albanais - 1880, | Alphabet grec albanais - 1880, | Alphabet grec albanais - 1880, | Alphabet grec albanais - 1880, | Alphabet grec albanais - 1880, | Alphabet grec albanais - 1880, | Alphabet grec albanais - 1880, | Alphabet grec albanais - 1880, | Alphabet grec albanais - 1880, | Alphabet grec albanais - 1880, | Alphabet grec albanais - 1880, | Alphabet grec albanais - 1880, | Alphabet grec albanais - 1880, | Alphabet grec albanais - 1880, | Alphabet grec albanais - 1880, | Alphabet grec albanais - 1880, | Alphabet grec albanais - 1880, | Alphabet grec albanais - 1880, | Alphabet grec albanais - 1880, | Alphabet grec albanais - 1880, | Alphabet grec albanais - 1880, | Alphabet grec albanais - 1880, | Alphabet grec albanais - 1880, | Alphabet grec albanais - 1880, | Alphabet grec albanais - 1880, | Alphabet grec albanais - 1880, | Alphabet grec albanais - 1880, | Alphabet grec albanais - 1880, | Alphabet grec albanais - 1880, | Alphabet grec albanais - 1880, |
| ------------------------------------------ | ------------------------------ | ------------------------------ | ------------------------------ | ------------------------------ | ------------------------------ | ------------------------------ | ------------------------------ | ------------------------------ | ------------------------------ | ------------------------------ | ------------------------------ | ------------------------------ | ------------------------------ | ------------------------------ | ------------------------------ | ------------------------------ | ------------------------------ | ------------------------------ | ------------------------------ | ------------------------------ | ------------------------------ | ------------------------------ | ------------------------------ | ------------------------------ | ------------------------------ | ------------------------------ | ------------------------------ | ------------------------------ | ------------------------------ | ------------------------------ | ------------------------------ | ------------------------------ | ------------------------------ |
| Α                                          | Β                              | B                              | Ϳ                              | Γ                              | Γ̇                              | Γ̇ϳ                             | Δ                              | D                              | Ε                              | Ε̱                              | Ζ                              | Θ                              | Ι                              | Κ                              | Κϳ                             | Λ                              | Λϳ                             | Μ                              | Ν                              | Ν̇                              | Νϳ                             | Ξ                              | Ο                              | Π                              | Ρ                              | Σ                              | Σ̇                              | Σ̈                              | Τ                              | Υ                              | Φ                              | Χ̇                              | Χ                              |
| α                                          | β                              | b                              | ϳ                              | γ                              | γ̇                              | γ̇ϳ                             | δ                              | d                              | ε                              | ε̱                              | ζ                              | θ                              | ι                              | κ                              | κϳ                             | λ                              | λϳ                             | μ                              | ν                              | ν̇                              | νϳ                             | ξ                              | ο                              | π                              | ρ                              | σ                              | σ̇                              | σ̈                              | τ                              | υ                              | φ                              | χ̇                              | χ                              |
| Équivalents de l’alphabet albanais moderne |                                |                                |                                |                                |                                |                                |                                |                                |                                |                                |                                |                                |                                |                                |                                |                                |                                |                                |                                |                                |                                |                                |                                |                                |                                |                                |                                |                                |                                |                                |                                |                                |                                |
| a                                          | v                              | b                              | j                              | g                              | g                              | gj                             | dh                             | d                              | e                              | ë                              | z                              | th                             | i                              | k                              | q                              | l                              | lj                             | m                              | n                              | nj                             | nj                             | ks                             | o                              | p                              | r                              | s                              | s                              | sh                             | t                              | y                              | f                              | hj                             | h                              |